# Common Remotely Operated Weapon Station

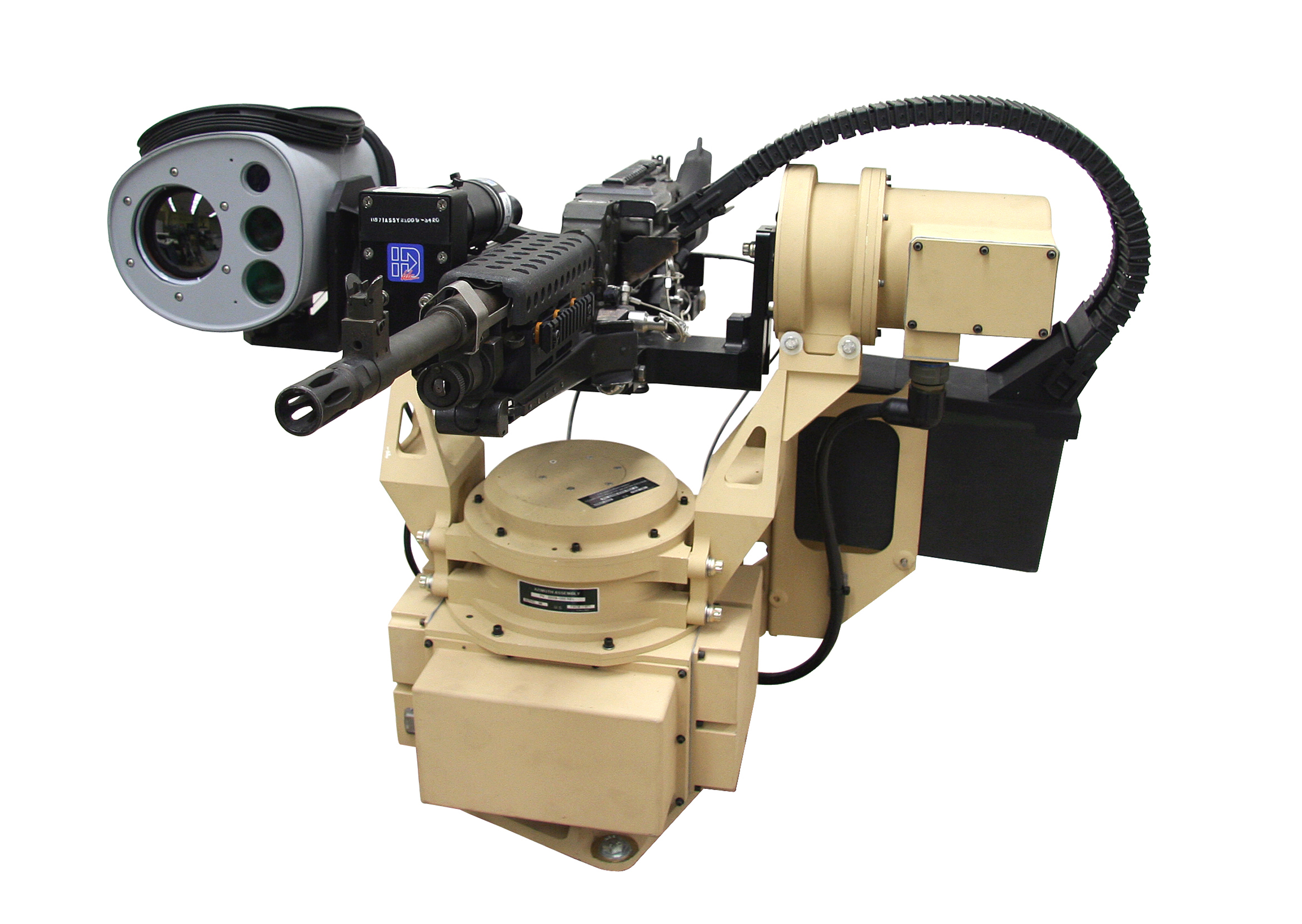
CROWS mit einem M240-Maschinengewehr

Die Common Remotely Operated Weapon Station ist eine fernbedienbare Waffenstation (RWS – Remotely controlled Weapons Station), die auf Fahrzeugen oder festen Plattformen montiert werden kann. Common Remotely Operated Weapon Station (deutsch etwa gemeinsame fernbedienbare Waffenstation) ist auch unter der Abkürzung CROWS bekannt. Hauptverwender des CROWS ist die US Army.
Das CROWS bietet die Möglichkeit der Zielerfassung und Bekämpfung aus dem Fahrzeug, ohne den damit verbundenen Schutz der Panzerung verlassen zu müssen. Auf das CROWS können verschiedene Waffen wie der 40-mm-Maschinengranatwerfer Mk 19, das schwere Browning-M2-Maschinengewehr oder die M240- bzw. M249-Maschinengewehre montiert werden.

## Lieferanten des CROWS
Der erste Lieferant des CROWS war das Unternehmen Recon Optical (Illinois, USA) mit dem Produkt RAVEN SRWS.
Nach einer Ausschreibung für das Nachfolgesystem erging der Zuschlag an das norwegische Unternehmen Kongsberg Defence & Aerospace. Es gewann die Ausschreibung für das CROWS II mit einer Variante des bereits eingeführten Protector M151, welches bereits im Stryker-Radpanzer verwendet wird. Kongsberg erhielt damit einen Rahmenvertrag zur Lieferung von bis zu 6500 Systemen, einem Auftragswert von über einer Milliarde US-Dollar, und zur Lieferung einer ersten Tranche für 300 Millionen US-Dollar.

## Spezifikation

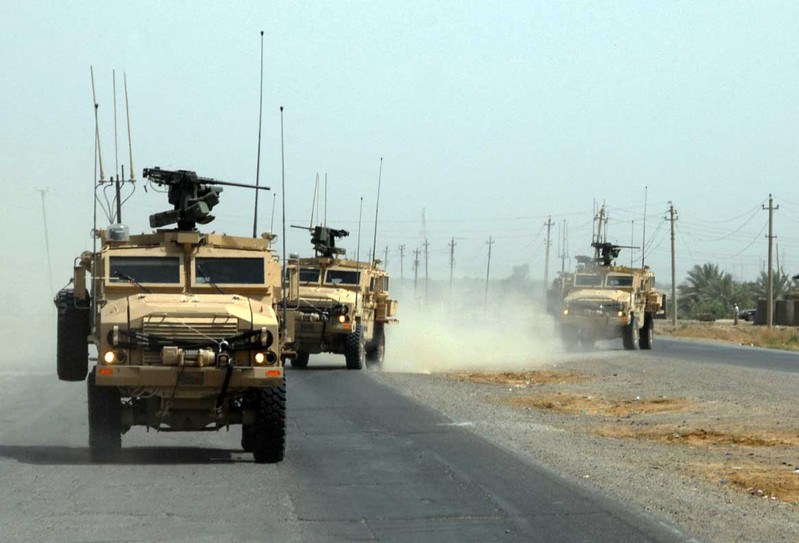
Ein Konvoi aus MRAP-Fahrzeugen, die mit CROWS-II-Stationen ausgerüstet sind

Das CROWS besteht aus zwei Teilen: Einer Aufnahme für die Waffen und Sensoren, welche auf der Außenseite des Fahrzeuges befestigt wird, und aus der Bedienstation im Inneren des Fahrzeuges. Der Richtbereich der Aufnahme ist zur Seite 360° und −20° bis +60° in der Höhe.
Die Sensorausrüstung beinhaltet eine Tagsichtkamera, ein Wärmebildgerät für den Nachteinsatz und einen Laserentfernungsmesser. Diese Daten werden dem Feuerleitsystem zugeführt, welches auch die ballistische Korrektur vornimmt. Das Gewicht der Waffenstation hängt von der ausgewählten und gerüsteten Waffe und der Version des CROWS ab und bewegt sich zwischen 74 und 172 kg.